# Geschützter Landschaftsbestandteil Hohlweg südlich Leitmar
Der Geschützte Landschaftsbestandteil Hohlweg südlich Leitmar mit einer Flächengröße von 0,22 ha liegt südlich von Leitmar im Stadtgebiet von Marsberg. Das Gebiet wurde 2008 mit dem Landschaftsplan Marsberg durch den Kreistag des Hochsauerlandkreises als Geschützter Landschaftsbestandteil (LB) ausgewiesen. Der LB ist umgeben vom Landschaftsschutzgebiet Freiflächen um Leitmar. Der LB liegt nahe vom Dorfrand.

## Beschreibung
Der Landschaftsplan führt zum LB aus: „Zwischen dem südlichen Ortsrand von Leitmar und der alleebestandenen L 549 liegt ein Hohlwegerest, der zwar nur halb so lang wie jener östlich des Ortes ist, aber ebenfalls eine landschaftliche Bereicherung des Überganges zwischen Dorf und freier Landschaft darstellt. Er ist rund 3 m eingetieft, weist einen unterschiedlich dichten, artenreichen Gehölzbewuchs auf den Böschungen sowie eine ökologisch unauffällige Krautvegetation auf der Sohle auf. Hier findet sich auch ein sporadisch auf dem Buntsandsteinuntergrund verlaufendes Gewässer, das in der angrenzenden Ortslage (wegen der Besiedlung oder des Zechsteinkalk-Untergrundes) nicht mehr weiter zu verfolgen ist. Neben der belebenden Wirkung im Landschaftsbild bietet das Schutzobjekt auch einen nahezu ungestörten Rückzugsraum für Kleintiere in der umgebenden Feldflur.“

## Schutzzweck
Die Ausweisung als LB erfolgte:
- Zur Erhaltung, Entwicklung oder Wiederherstellung der Leistungs- und Funktionsfähigkeit des Naturhaushaltes
- Zur Belebung, Gliederung oder Pflege des Orts- und Landschaftsbildes
- Zur Abwehr schädlicher Einwirkungen

Der LB stellt, wie die anderen LBs im Landschaftsplangebiet, einen herausragenden Lebensraum für die ökologischen Leistungsfähigkeit des Naturhaushaltes dar und dient ferner als landschaftsgliederndes und -belebendes Element. Die Ausweisung dient der Abwehr realer oder potenzieller schädlicher Einwirkungen durch Pflanzenentnahme, Relief- oder Gewässerveränderungen usw.